# Katudababile
katudababile.- kirivinski naziv za vrstu ogrlice izrađenih od školjaka-spondilus (spondilus) koje proizvode stanovnici sela Sinaketa na Trobriandu. Ove ogrlice mnogo su veće i grublje izrađene od onih što se koriste u kula-pohodima Massim Melanezijaca. Ogrlice katudababile Sinaketanci izvoze na otok Dobu gdje ih nazivaju sama'upa.